# Haldokló gallus
A Haldokló gallus vagy Haldokló gall (olaszul Galata morente) egykori, hellenisztikus szobor márványmásolata. Az eredetileg valószínűleg bronzból készült szobrot valószínűleg I. Attalosz pergamoni király rendelte meg, az anatóliai kelta galaták felett aratott győzelmének emlékére. A másolatát valószínűleg Epigonosz készítette, a pergamoni királyi udvar szobrásza. Az 1700-as években került elő a római Villa Ludovisi építésekor. 1797-ben Napóleon a Louvre-ba szállíttatta, és csak 1816-ban került vissza Rómába. A szobor megragadó hűséggel ábrázolja a halálos sebből vérző gall harcos erejét, hősiességét, s ezáltal a legyőzött nép iránti megbecsülést. A szobor ma az egyik capitoliumi múzeumban van kiállítva.